# Euscirrhopterus
Euscirrhopterus is een geslacht van vlinders van de familie uilen (Noctuidae), uit de onderfamilie Agaristinae.

## Soorten
- E. discifera Hampson, 1901
- E. klagesi Jordan, 1908
- E. valkeri Hampson, 1901